# نظائر الأحماض الأمينية الفعالة ضوئيا
نظائر الأحماض الأمينية الفعّالة ضوئياً هي مجموعة من النظائر الاصطناعية من الأحماض الأمينية الطبيعية التي يمكن استخدامها لربط مركبات البروتين. ويمكن دمج نظائر الأحماض الأمينية الفعّالة ضوئياً مع البروتينات والببتيدات في الجسم الحي أو في المختبر. وتتمثل نظائر الأحماض الأمينية الفعّالة ضوئياً شائعة الاستخدام في نظائر الديازيرين الفعّالة ضوئياً واللوسين والميثيونين وبي-بينزويلافينيلانين. وعند التعرّض إلى الأشعة فوق البنفسجية، يتم تنشيط هذه النظائر وربطها بشكلٍ تساهمي للتفاعل مع البروتينات التي تدخل في نطاق عددٍ قليل من وحدات الأنغستروم الخاصة بنظير الحمض الأميني الفعّال ضوئياً.
وتُعد نظائر اللوسين-الضوئية L (L-Photo-Leucine) ونظائر الميثيونين-الضوئية-L (L-Photo-Methionine) نظائر الأحماض الأمينية المتمثلة في اللوسين-L والميثيونين-L والتي تظهر بشكلٍ طبيعي، ويتم إدراجها في التسلسل الرئيس للبروتينات خلال التركيب باستخدام آليات الانتقال العادية. ويتم بعد ذلك تنشيطها باستخدام الأشعة فوق البنفسجية لربط البروتينات بشكلٍ تساهمي في نطاقات تفاعل البروتين-البروتين في بيئتها الأصلية الحيوية. وتساعد الطريقة في تحديد خصائص كلٍ من تفاعلات البروتين الثابتة والعابرة في الخلايا بدون إضافة روابط كيميائية ومذيبات مرتبطة بها، والتي يمكن أن تؤثر سلبًا على البيولوجيا الخلوية قيد الدراسة في التجربة.
وعندما يتم استخدامها في تركيبةٍ محدودة الوسائط وتخلو من اللوسين والميثيونين، يتم التعامل مع المشتقات الفعّالة ضوئياً كما لو كانت أحماض أمينية تحدث بشكل طبيعي من خلال آلية تخليق البروتين الخلوي. وكنتيجةٍ لذلك، يمكنها أن تكون بديلاً للوسين أو الميثيونين في الهيكل الأساسي للبروتينات. وتحتوي مشتقات اللوسين الضوئي والميثيونين الضوئي على حلقات الديازيرين التي يتم تنشيطها عند التعرض للأشعة فوق البنفسجية لتصبح الوسيطة التفاعلية التي تشكل روابط تساهمية مع السلاسل والدعامات الجانبية البروتينية المجاورة. ويمكن بطبيعة الحال محاصرة البروتينات المتفاعلة داخل الخليّة على الفور بواسطة التنشيط الضوئي للبروتينات التي تحتوي على الديازيرين في الخلايا المزروعة. ويمكن الكشف عن مركبات البروتين المترابطة عن طريق تقليل الحركة على طريقة «إس دي إس بايج» (دودسيل كبريتات الصوديوم متعدد الأكريلاميد "SDS-PAGE") متبوعة باختبار اللطخة الغربيّة أو حجم الاستبعاد اللوني أو الترسيب متدرج الكثافة للسكروز أو قياس الطيف الكتلي.